# Quilen
Quilen (niederländisch Killem) ist eine französische Gemeinde mit 65 Einwohnern (Stand 1. Januar 2022) im Département Pas-de-Calais in der Region Hauts-de-France (vor 2016 Nord-Pas-de-Calais). Sie gehört zum Arrondissement Montreuil und zum Kanton Lumbres (bis 2015 Kanton Hucqueliers).
Nachbargemeinden von Quilen sind Bimont im Nordwesten, Maninghem im Norden, Herly im Nordosten sowie Saint-Michel-sous-Bois im Süden.

## Ortsname
Frühere Ortsnamen waren Kilhem (1134), Quillen (1331), Killen und Quillem (1297).

## Bevölkerungsentwicklung
| Jahr      | 1962 | 1968 | 1975 | 1982 | 1990 | 1999 | 2007 | 2014 |
| Einwohner | 70   | 69   | 82   | 74   | 62   | 61   | 62   | 58   |

## Sehenswürdigkeiten
- Kirche Saint-Pierre